# Station Virieu-sur-Bourbre
Station Virieu-sur-Bourbre is een spoorwegstation in de Franse gemeente Val-de-Virieu.